# Domneån
Domneån är en å som rinner från norra delen av Dumme mosse och mynnar i Vättern i Domsand. Huvuddelen av ån utgör gräns mellan Habo kommun i Västergötland och Jönköpings kommun i Småland.
Sista sträckan rinner Domneån genom Domneåns naturreservat, som bildades 1985 och 1986.
Kraftverken i Domneån ägs sedan 2010 av Wallenstam AB genom majoritetsägande i Hökensås kraft HB. Domenåns tre kraftstationer finns i Aledal, Klerebo, och Hulebo. De har en sammanlagd effekt på 0,7 megawatt. De genererar på årsbasis respektive 0,175, 0,425 och 2,4 GWh.  Vattnet regleras i Risbrodammen och Klerebodammen.
I Domneåns utlopp i Vättern finns sedan 1976 en småbåtshamn, som initierats av Domsands båtsällskap. Den är Vätterns största småbåtshamn med plats för omkring 300 båtar.